# Nigitsu Maru
Le Nigitsu Maru (にぎつ丸) est un navire dépôt de débarquement (ou navire auxiliaire de débarquement) japonais utilisé par l'armée impériale japonaise de « Type C » pendant la Seconde Guerre mondiale. Contrairement à ce que de nombreuses sources affirment, le Nigitsu Maru n'était pas équipé de pont d'envol.
Selon certaines sources, le Nigitsu Maru et l'Akitsu Maru sont considérés comme les premiers navires d'assaut amphibie construits,. D'autres estiment qu'il s'agit du Shinshū Maru (en), de rôle similaire et qui servit de base pour la conception du Nigitsu Maru.

## Historique
Le Nigitsu Maru est un ancien navire à passagers réquisitionné par la marine japonaise au début de la Seconde guerre mondiale.
Le 9 janvier 1944, le Nigitsu Maru quitte Palaos pour Ujina (en) avec le convoi FU-901, accompagnant le destroyer Amagiri. Lors de la traversée, il transporte environ 2 000 soldats, principalement du 12e régiment indépendant du génie. Trois jours plus tard, il est attaqué et coulé au large de l'île Okino-Daito, au sud-est d'Okinawa, à la position géographique 23° 15′ N, 132° 51′ E, par quatre torpilles tirées du sous-marin américain USS Hake. Le navire coule en 8 minutes, emportant 456 soldats, 83 artilleurs et 35 membres d'équipage. Les survivants sont débarqués au Japon.